# Anna Brandt
Anna Brandt, född 25 november 1974 i Polen som  Anna Osiakowska är en tysk handbollsspelare. Hon spelade som vänsternia.

## Karriär
Anna Brandt spelade först i Tyskland för TSV GutsMuths Berlin som junior och sedan för Borussia Dortmund från 1997 till 2005 (?). Från 2005 till 2009 hette hennes klubb TV Beyeröhde.  I slutet av 2009 slutade hon som professionell handbollsspelare. 2010 var hon fortfarande aktiv i DJK Westfalia Welper. På 120 matcher i Bundesliga gjorde hon 521 mål, samt 98 mål på 18 matcher i tyska cupen och 130 mål på 37 matcher i EHF:s cuper.  Med laget från Borussia Dortmund vann hon tyska cupen och EHF Challenge Cup 2003.
Hon  spelade i det tyska ungdomslandslaget vid nionde UVM 1993. Hon spelade med Tysklands damlandslag i handboll vid VM 1997 I denna VM-turnering var hon komplementspelare och spelade tre matcher och bidrog med nio mål.  Sammanlagt spelade hon 50 landskamper för det tyska landslaget. 

## Privatliv
Anna Brandt arbetar som lärare. Dottern Vanessa Brandt spelar också handboll.